# Sonja Stiegelbauer
Sonja Stiegelbauer (ur. 23 września 1946 w Innsbrucku) – austriacka polityk, nauczycielka i działaczka samorządowa, parlamentarzystka, w latach 1994–1996 minister.

## Życiorys
Po ukończeniu szkoły średniej kształciła się w kolegium nauczycielskim. Później studiowała prehistorię, historię i filozofię na Uniwersytecie Leopolda i Franciszka w Innsbrucku. Doktoryzowała się w 1994. Pracowała jako nauczycielka, początkowo w szkole podstawowej, a od 1978 w gimnazjum w Reutte, gdzie uczyła języka angielskiego, historii, nauk społecznych, geografii i ekonomii.
Zaangażowała się w działalność polityczną w ramach Austriackiej Partii Ludowej (ÖVP). W 1992 została radną gminy Reutte, a dwa lata później dołączyła do władz krajowych i federalnych partii. W listopadzie 1994 dołączyła do czwartego rządu Franza Vranitzkiego jako minister bez teki. Od stycznia 1995 do końca funkcjonowania tego gabinetu w marcu 1996 zajmowała stanowisko ministra młodzieży i rodziny. W latach 1996–1999 sprawowała mandat posłanki do Rady Narodowej XX kadencji. Później była specjalnym wysłannikiem sekretarza generalnego Rady Europy w Bośni i Hercegowinie. Objęła funkcję przewodniczącej austriackiej sekcji Europejskiej Unii Kobiet.
Posługiwała się wcześniej nazwiskami Moser (do 1998) oraz Moser-Starrach (do 2004). Odznaczona Wielką Złotą Odznaką Honorową z Gwiazdą za Zasługi dla Republiki Austrii.